# Damalis erijthrophthalmus
Damalis erijthrophthalmus är en tvåvingeart som beskrevs av Carl Ludwig Doleschall 1858. Damalis erijthrophthalmus ingår i släktet Damalis och familjen rovflugor. Inga underarter finns listade i Catalogue of Life.